# Elaine Brown
Elaine Brown, född 2 mars 1943 i Philadelphia, Pennsylvania, USA, är en amerikansk aktivist, musiker och författare. Hon var tidigare aktiv i Svarta pantrarna och Green Party. Hon sökte partiets kandidatur i presidentvalet i USA 2008, men rollen tillföll Cynthia McKinney.
Hennes memoarbok A Taste of Power: A Black Woman's Story utkom 1992.